# Мак-Камбер, Портер
По́ртер Джеймс Мак-Ка́мбер (англ. Porter James McCumber; 3 февраля 1858 года, Крит — 18 мая 1933 года, Вашингтон) — американский юрист и политик. Сенатор США от штата Северная Дакота (1899—1923).

## Ранняя жизнь
Родился в Крите в 1858 году, в том же году переехал с родителями на ферму в Рочестер. Там он посещал обычные школы и несколько лет преподавал в школе.  В 1880 году он окончил юридическую школу Мичиганского университета в Энн-Эрборе. В 1881 году он был принят в коллегию адвокатов и начал свою практику в Уопетоне, находящейся на территории Дакота.
В молодости он, как сообщается, работал укладчиком зерна на ферме основателя Грейт-Бенда и служащего правительства округа Джорджа Уорнера.
29 мая 1889 года он женился на Дженни Шорнинг из Уэптона. К 1899 году у них родилось двое детей.

## Начало карьеры
Будучи убежденным республиканцем, в 1884 году он был избран в Палату представителей Северной Дакоты, а в 1886 году — и в её Сенат. С 1889 по 1891 год он служил окружным прокурором Ричленда.

## Соглашение с индейцами
К 1892 году он был федеральным комиссионером. Встретившись с Литтлом Шеллом, представлявшим интересы группы пембина-чиппева и отказавшегося принять условия покупки правительством 10 миллионов акров сельскохозяйственных угодий в расчёте 10 центов за акр, он продолжил переговоры по соглашению с советом из 32 человек, избранным местным федеральным агентом Джоном Во. Несмотря на протесты Шелла, соглашение было подписано, по которому резервация Тёртл-Маунтин получала 1 000 000 долларов за уступленные ими 9 миллионов акров, и ратифицирована Конгрессом США в 1904 году.

## Сенатор

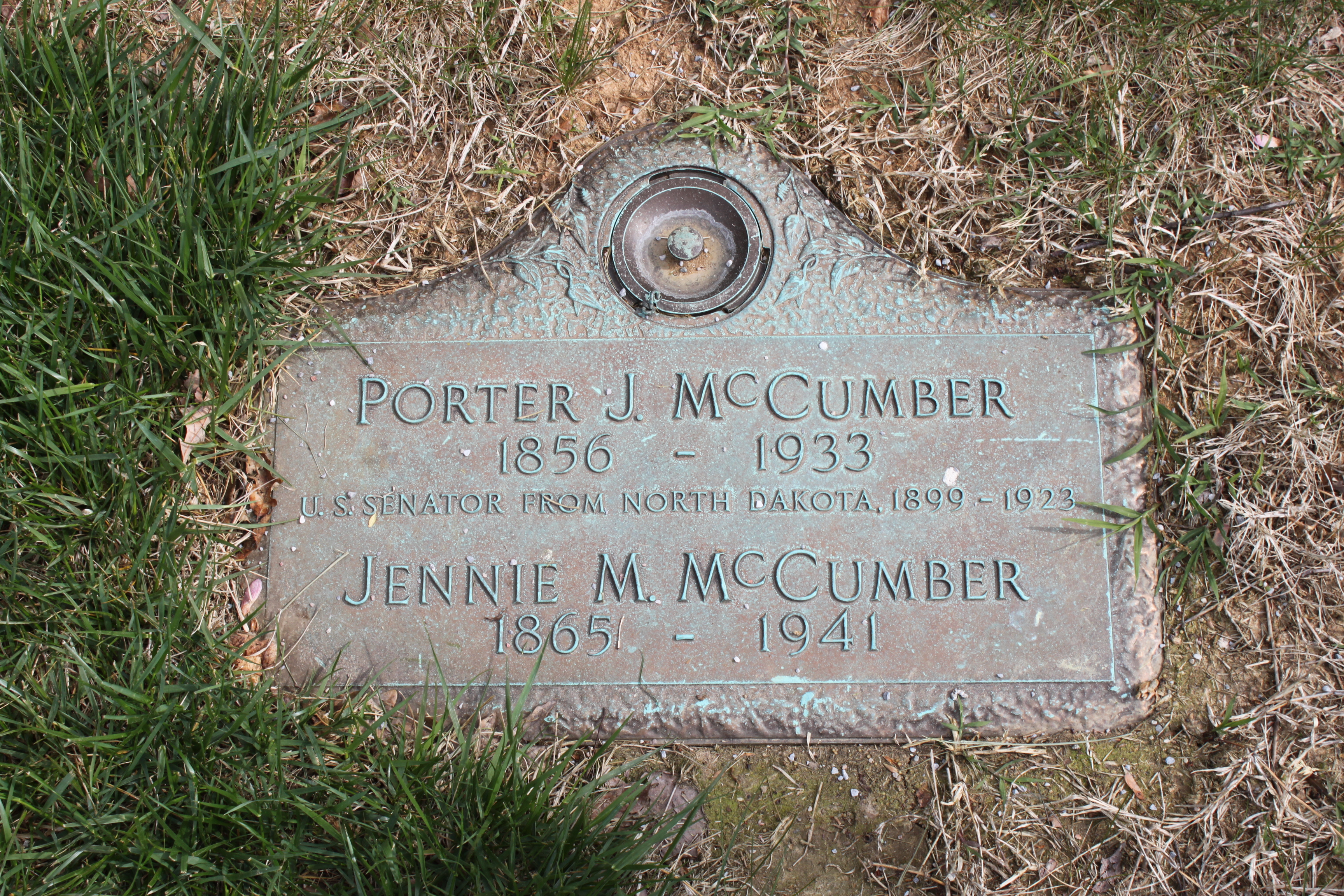
Могила Мак-Камбера и его жены на кладбище «Коламбия Гарденс».

В 1899 году был избран в Сенат США. Переизбирался в 1905, 1911 и 1916 годах и занимал этот пост с 4 марта 1899 по 4 марта 1923 года. В 1922 году выдвинувшись очередной раз, потерпел поражение на республиканских праймериз от бывшего губернатора Линна Фрэйзера.
В Сенате он был председателем Комитета по промышленности (57-й Конгресс) и Комитета по финансам (67-й Конгресс), и членом Комитета по пенсиям (с 58-го по 62-й Конгресс, 66-й и 67-й Конгрессы), Комитета по делам индейцев (59-й Конгресс), Комитета по транспортным путям к побережью (с 63-го по 65-й Конгрессы). В 1905 году был ярым сторонником закона о чистых продуктах питания. Одним из его главных законодательных достижений стал закон 1922 года о тарифах, разработанный совместно с членом Палаты Представителей США Джозефом Фордни.
На своей должности в Пенсионном комитете он участвовал в допросе полковника Уайлдера Меткалфа по поводу предполагаемого расстрела безоружных заключённых 10 февраля 1899 года в сражении при Калукане, который отверг обвинения.
Был сторонником 28-го Президента США Вудро Вильсона от республиканцев в Сенате США по вопросу о Лиге наций.
За всю историю появлений в Сенате он пропустил 1223 из 3769 из них, что составило 32,4 %.

## Поздняя жизнь
После завершения работы в Сенате США возобновил юридическую практику в Вашингтоне и в 1925 году был назначен 30-м Президентом США Кэлвином Кулиджем членом Международной совместной комиссии для рассмотрения всех дел, связанных с использованием пограничных вод между США и Канадой. Он состоял в нём до своей смерти в 1933 году. Его первое погребение состоялось в Мавзолее Эбби, примыкающем к Арлингтонскому национальному кладбищу. Позднее его останки были вывезены и перезахоронены на кладбище «Коламбия Гарденс» в Арлингтоне.

## Труды
- Риджер Э.К.. Портер Джеймс Мак-Камбер: эволюция сенатора. Университет Северной Дакоты, 1993 г.[15]